# Joao Grimaldo
Joao Alberto Grimaldo Ubidia (ur. 20 lutego 2003 w Limie) – peruwiański piłkarz występujący na pozycji skrzydłowego, reprezentant kraju, obecnie zawodnik Sporting Cristal.

## Sukcesy

### Sporting Cristal
- Primera División Peruana: 2020
- Copa Bicentenario: 2021